# Léonie Cambours
Léonie Cambours (née le 31 juillet 2000 à Rouen) est une athlète française, spécialiste des épreuves combinées.

## Biographie
Licenciée au club du Stade sottevillais 76, et entrainée par Rudy Bourguignon, Léonie Cambours se révèle lors de la saison 2020 en remportant les titres de championne de France espoirs en salle du pentathlon, du saut en hauteur et du saut en longueur ainsi que le titre de championne de France en plein air du saut en hauteur. 
Créditée d'un record personnel à l'heptathlon à 6 192 pts le 30 mai 2021 à Montpellier, elle participe aux championnats d'Europe espoirs dans l'épreuve de l'heptathlon et du saut en longueur. 
En début de saison 2022 à Miramas, elle décroche son premier titre national senior en étant sacrée championne de France en salle du pentathlon et réalise les minima pour les championnats du monde en salle. À Belgrade, elle se classe 7e du concours avec 4 442 pts. En juin, elle est sacrée championne de France de l'heptathlon à Caen en totalisant 6 046 pts. Elle se classe 14e des championnats d'Europe 2022 à Munich.
Le 29 janvier 2023, aux X-Athletics de Clermont-Ferrand, Léonie Cambours signe la quatrième meilleure performance française du pentathlon avec 4 490 points, avant d'améliorer cette marque le 18 février 2023 à Aubière au cours des championnats de France en salle qu'elle remporte avec 4 603 pts.

## Palmarès

### International
| Date | Compétition                    | Lieu     | Résultat | Épreuve    | Marque    |
| ---- | ------------------------------ | -------- | -------- | ---------- | --------- |
| 2022 | Championnats du monde en salle | Belgrade | 7e       | Pentathlon | 4 442 pts |
| 2022 | Championnats d'Europe          | Munich   | 14e      | Heptathlon | 4 949 pts |
| 2023 | Championnats d'Europe en salle | Istanbul | —        | Pentathlon | DNF       |
| 2023 | Championnats du monde          | Budapest | 15e      | Heptathlon | 5 939 pts |

### National
| Date | Compétition                     | Lieu    | Résultat | Épreuve    | Points    |
| ---- | ------------------------------- | ------- | -------- | ---------- | --------- |
| 2022 | Championnats de France en salle | Miramas | 1re      | Pentathlon | 4 435 pts |
| 2022 | Championnats de France          | Caen    | 1re      | Heptathlon | 6 046 pts |
| 2023 | Championnats de France en salle | Aubière | 1re      | Pentathlon | 4 603 pts |

## Records
| Épreuve           | Performance   | Lieu        | Date        |
| ----------------- | ------------- | ----------- | ----------- |
| 100 mètres haies  | 13 s 32       | [[]]        |             |
| Saut en hauteur   | 1,86 m        | [[]]        |             |
| Lancer du poids   | 13,50 m       | [[]]        |             |
| 200 mètres        | 24 s 19       | [[]]        |             |
| Saut en longueur  | 6,40 m        | [[]]        |             |
| Lancer du javelot | 38,64 m       | [[]]        |             |
| 800 mètres        | 2 min 14 s 51 | [[]]        |             |
| Heptathlon        | 6 192 pts     | Montpellier | 30 mai 2021 |

| Épreuve          | Performance | Lieu    | Date            |
| ---------------- | ----------- | ------- | --------------- |
| 60 mètres haies  |             | [[]]    |                 |
| Saut en hauteur  | m           | [[]]    |                 |
| Lancer du poids  | m           | [[]]    |                 |
| Saut en longueur | m           | [[]]    |                 |
| 800 mètres       |             | [[]]    |                 |
| Pentathlon       | 4 603 pts   | Aubière | 18 février 2023 |